# Нонтрон (округ)
Нонтрон (фр. Nontron) — округ (фр. Arrondissement) во Франции, один из округов в регионе Аквитания. Департамент округа — Дордонь. Супрефектура — Нонтрон.
Население округа на 2006 год составляло 41 759 человек. Плотность населения составляет 26 чел./км². Площадь округа составляет 1621 км².